# Peromyscus truei
Peromyscus truei là một loài động vật có vú trong họ Cricetidae, bộ Gặm nhấm. Loài này được Shufeldt mô tả năm 1885.

## Hình ảnh

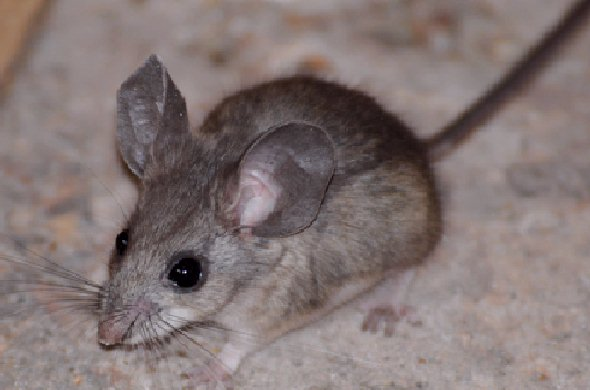